# فرست یونیون
فرست یونیون (انگلیسی: First Union) شرکت خدمات مالی آمریکایی است، که در سال ۱۹۰۸ تأسیس شد.